# Упали
Упали  (санскр/ उपालि) — монах, считающийся одним из десяти главных учеников Будды Шакьямуни. До встречи с Буддой был цирюльником в Капилавасту. Был принят в буддийскую общину Буддой после положительного ответа на свой вопрос, может ли человек низкого происхождения, такой как он, удостоиться этого. Согласно легенде, первые просветления получил во время того, когда стриг Будду и получал от того наставления.
Среди последователей Будды считался лучшим знатоком правил дисциплинарного характера и разъяснения заповедей. Принимал участие в Первом буддийском соборе и оказал помощь в составлении Винаи.
Достигнув просветления Будда посетил Капилавасту. Вскоре после этого многие представители рода шакья решили оставить мирскую жизнь и последовать за ним. 6 царевичей, Ануруддха, Бхаддия, Ананда, Бхагу, Кимбила и Девадатта  вместе с  Упали, который был придворным цирюльником, покинули дворец. Сняв с себя украшения, они отдали их Упали и велели ему возвращаться домой. Но, рассудив, что его могут обвинить в убийстве, Упали повесил узел с драгоценностями на дерево и последовал за молодыми шакьями. Представ перед Татхагатой, шакьи попросили первым принять в монахи Упали и сделать его старшим над ними, чтобы смирить их гордыню. 